# Retzia observationes botanicae de plantis horti botanici Bogoriensis
Retzia observationes botanicae de plantis horti botanici Bogoriensis (abreviado Retzia) es un libro ilustrado con descripciones botánicas que fue escrito por el explorador y botánico holandés Justus Carl Hasskarl y publicado en el año 1855 con el nombre de Retzia sive Observationes Botanicae, quas in Primis in Horto Botanico Bogoriensi Mensibus Februario ad Juliaum 1855 Fecit J. K. Hasskarl. Pugillus Primus. Batavia [Jakarta].